# Bis(trimethylsilyl)amid draselný
Bis(trimethylsilyl)amid draselný je chemická sloučenina se vzorcem ((CH3)3Si)2NK. Jedná se o silnou nenukleofilní zásadu.

## Struktura
V pevném skupenství vytváří tato sloučenina dimer, ve kterém dva atomy draslíku a dva atomy dusíku vytvářejí čtverec. Je rozpustná v uhlovodíkových rozpouštědlech a špatně vede elektrický proud v roztoku i jako tavenina, což souvisí s tvorbou iontových párů.